# تپه بکتش‌آباد
تپه بکتش آباد مربوط به هزاره دوم قبل از میلاد - اوایل دوره اشکانیان است و در شهرستان کرمانشاه، بخش مرکزی، دهستان میان دربند، ۸۰۰م شمال شرق روستای بکتش آباد واقع شده و این اثر در تاریخ ۱۵ دی ۱۳۸۷ با شمارهٔ ثبت ۲۴۱۲۹ به‌عنوان یکی از آثار ملی ایران به ثبت رسیده است.